# Silvano Bustos
Silvano Bustos (nacido el 6 de septiembre de 1966 en Durmersheim, Alemania) es un jugador de baloncesto español cuya mayor parte de su carrera se desarrolló en las filas del Forum Valladolid de la liga ACB.
Ocupaba la posición de pívot y media 2,10 metros de altura y fue integrante de la selección española que se hizo con la medalla de bronce en el Eurobasket de Roma 91.
En la temporada 1995-96, cuando formaba parte del Festina Andorra decidió abandonar la práctica activa del baloncesto por una grave lesión.

## Trayectoria profesional
- Club Baloncesto Valladolid Junior.
- Club Baloncesto Valladolid (1986-1992)
- CB León (1992-1993)
- Club Baloncesto Valladolid (1993-1994)
- C.B. Murcia (1994-1995)
- Bàsquet Club Andorra (1995-1996)